# Référendum de 2020 sur le statut des conducteurs des services par applications en Californie
Un Référendum de 2020 sur le statut des conducteurs des services par applications a lieu le 3 novembre 2020 en Californie. La population est amenée à se prononcer sur une initiative populaire, dite Proposition 22, visant à définir les conducteurs des services de transport et de livraison par applications comme des entrepreneurs indépendants et à encadrer ces derniers ainsi que les entreprises les employant en termes de droit du travail et de rémunération.
La proposition est approuvée à une large majorité.

## Résultats
| Choix                     | Votes      | %     |
| ------------------------- | ---------- | ----- |
| Pour                      | 9 957 858  | 58,63 |
| Contre                    | 7 027 467  | 41,37 |
|                           |            |       |
| Votes valides             | 16 985 325 | 95,50 |
| Votes blancs et invalides | 799 826    | 4,50  |
| Total                     | 17 785 151 | 100   |
| Abstention                | 4 262 297  | 19,33 |
| Inscrits/Participation    | 22 047 448 | 80,67 |

| Pour 9 957 858 (58,63 %) |  |  | Contre 7 027 467 (41,37 %) |
| ▲                        |  |  |                            |
| Majorité absolue         |  |  |                            |